# Alan
Alan är en sjö i Bräcke kommun i Jämtland och ingår i Ljungans huvudavrinningsområde. Sjön har en area på 1,17 kvadratkilometer och ligger 209 meter över havet. Sjön avvattnas av vattendraget Gimån.

## Delavrinningsområde
Alan ingår i det delavrinningsområde (696136-151013) som SMHI kallar för Utloppet av Alan. Medelhöjden är 335 meter över havet och ytan är 15,52 kvadratkilometer. Räknas de 275 avrinningsområdena uppströms in blir den ackumulerade arean 2 758,48 kvadratkilometer. Gimån som avvattnar avrinningsområdet har biflödesordning 2, vilket innebär att vattnet flödar genom totalt 2 vattendrag innan det når havet efter 130 kilometer. Avrinningsområdet består mestadels av skog (72 procent). Avrinningsområdet har 1,36 kvadratkilometer vattenytor vilket ger det en sjöprocent på 8,8 procent.